# فوستین
فوستین (به انگلیسی: Fustin) با فرمول شیمیایی C۱۵H۱۲O۶ یک ترکیب شیمیایی با شناسه پاب‌کم ۵۳۱۷۴۳۵ است. که جرم مولی آن ۲۸۸٫۲۵ g/mol می‌باشد. 